# Pascua Lama
Pascua–Lama é o primeiro projeto de mineração binacional do mundo, relacionado ao Chile e à Argentina, consistindo em uma abertura de uma mina de ouro nos glaciares dos dois países pela empresa Barrick Gold.
O método de extração empregando produtos químicos e a possibilidade de contaminação das águas potáveis dos glaciares, tanto do Chile como da Argentina, têm gerado protestos.